# Ясенець (Великопольське воєводство)
Ясенець (пол. Jasieniec) — село в Польщі, у гміні Пшедеч Кольського повіту Великопольського воєводства.
Населення — 71 особа (2011).
У 1975—1998 роках село належало до Конінського воєводства.

## Демографія
Демографічна структура станом на 31 березня 2011 року:
|          | Загалом | Допрацездатний вік | Працездатний вік | Постпрацездатний вік |
| -------- | ------- | ------------------ | ---------------- | -------------------- |
| Чоловіки | 36      | 7                  | 24               | 5                    |
| Жінки    | 35      | 7                  | 24               | 4                    |
| Разом    | 71      | 14                 | 48               | 9                    |